# لوك بيكار
لوك بيكار (بالإنجليزية: Luc Picard)‏ (و. 1961 – م) هو ممثل، ومخرج سينمائي، وكاتب سيناريو، من كندا، ولد في مونتريال.

## التعليم
تعلم في جامعة كيبيك في مونتريال.

## وصلات خارجية
- لوك بيكار على موقع IMDb (الإنجليزية)
- لوك بيكار على موقع ألو سيني (الفرنسية)
- لوك بيكار على موقع أول موفي (الإنجليزية)
- لوك بيكار على موقع إن إن دي بي (الإنجليزية)
- لوك بيكار على موقع قاعدة بيانات الفيلم (الإنجليزية)
- لوك بيكار على موقع كينوبويسك (الروسية)